# Filippo Carafa della Serra
Filippo Carafa della Serra (ur. ok. 1340 w Neapolu, zm. 22 albo 23 maja 1389 w Bolonii) – włoski kardynał.

## Życiorys
Urodził się około 1340 roku w Neapolu. Studiował na Uniwersytecie Bolońskim, gdzie uzyskał doktorat utroque iure. W 1373 roku został archidiakonem kapituły katedralnej w Bolonii. 18 września 1378 roku został kreowany kardynałem prezbiterem i otrzymał kościół tytularny Ss. Silvestro e Martino ai Monti. 10 dni później został wybrany biskupem Bolonii. Zmarł 22 albo 23 maja 1389 roku tamże.